# Aetea paraligulata
Aetea paraligulata är en mossdjursart som beskrevs av Soule, Soule och Chaney 1995. Aetea paraligulata ingår i släktet Aetea och familjen Aeteidae. Inga underarter finns listade i Catalogue of Life.